# Oecetis rajasimha
Oecetis rajasimha is een schietmot uit de familie Leptoceridae. De soort komt voor in het Oriëntaals gebied.